# Adrián Santini
Héctor Areyuna Villalobos, más conocido por su seudónimo literario Adrián Santini (La Serena, Chile; 3 de diciembre de 1950-Estocolmo, Suecia; 24 de agosto de 2016) fue un poeta, traductor, ensayista y académico universitario chileno residente en Suecia.

## Biografía
Estudió literatura comparada en la Universidad de Estocolmo y se doctoró en filología española por la misma universidad (1993). Ejerció como profesor de literatura hispánica en las universidades de Estocolmo, Örebro, Upsala, Linköping y Växjö.
Junto con los poetas Sergio Infante, Sergio Badilla Castillo y Carlos Geywitz, participó en el grupo Taller de Estocolmo. Como poeta fue antologado en Bevingade Lejon (Leones alados) (1991), y como narrador, en Det nya landet (El país nuevo) (1997).
Su libro Oficio y testimonio sirvió de base para la obra musical Te Deum, del compositor sueco Tommy Andersson (1988).

## Obra
Poesías
- Después del centauro, Estocolmo. 1978
- Oficio y testimonio, Estocolmo. 1979
- Las bienaventuranzas, Estocolmo. 198l
- Aproximaciones, Ediciones LAR. Madrid 1983
- Presagio, Estocolmo. 1988
- Contradanza. Santiago de Chile. 2001.

Ensayo
- Encierro y sustitución en El obsceno pájaro de la noche de José Donoso. 1993
- La migración del símbolo: La función del mito en siete textos hispánicos. 1999
- La vulnerable ostentación del orden: La parodia en tres novelas de Jorge Edwards. 2005.